# Certosa (otok)
Otok Certosa [čertòza] (ali Isola della Certosa ali La Certosa), je otok v Beneški laguni v Jadranskem morju, 250 m severovzhodno od skrajnega predela Benetk. Upravno spada pod italijansko deželo Benečija (pokrajina Benetke).
Na otoku se je nahajal od leta 1199 avguštinski samostan, ki je bil s časom zapuščen. Leta 1424 so se priselili iz Firenc kartuzijani, ki so samostan obnovili in sezidali cerkev. Po njih je otok tudi dobil ime, saj certosa pomeni kartuzijanski samostan. Red je ostal na otoku vse do zgodnjega devetnajstega stoletja, ko ga je Napoleon prepovedal, odstranil vse bogoslužne predmete in predal otok v rabo vojski. Samostanska poslopja so postala vojašnica, na južnem kraju otoka pa je bila ustvarjena smodnišnica, ki je bila pozneje spremenjena v delavnico za proizvodnjo umetnih ognjev. Delavnica je prenehala z delovanjem leta 1958 in vojaške enote so se odselile leta 1968, s čimer je ostal otok zapuščen in je začel zapadati eroziji. Od leta 1997 dalje potekajo dela za njegovo sanacijo. V zadnjih časih so bila poslopja in vse naprave predane v najem privatnemu jadrniškemu društvu.